# Saint-Prouant
Saint-Prouant est une commune française située dans le département de la Vendée, en région Pays de la Loire.

## Géographie
Le territoire municipal de Saint-Prouant s'étend sur 1 295 hectares. L'altitude moyenne de la commune est de 98 mètres, avec des niveaux fluctuant entre 54 et 118 mètres,.

### Climat
Pour des articles plus généraux, voir Climat des Pays de la Loire et Climat de la Vendée.
En 2010, le climat de la commune est de type climat océanique altéré, selon une étude du CNRS s'appuyant sur une série de données couvrant la période 1971-2000. En 2020, Météo-France publie une typologie des climats de la France métropolitaine dans laquelle la commune est exposée à un climat océanique et est dans la région climatique Bretagne orientale et méridionale, Pays nantais, Vendée, caractérisée par une faible pluviométrie en été et une bonne insolation. 
Pour la période 1971-2000, la température annuelle moyenne est de 11,8 °C, avec une amplitude thermique annuelle de 14,3 °C. Le cumul annuel moyen de précipitations est de 829 mm, avec 12,7 jours de précipitations en janvier et 6,5 jours en juillet. Pour la période 1991-2020, la température moyenne annuelle observée sur la station météorologique de Météo-France la plus proche, « St-Fulgent_sapc », sur la commune de Saint-Fulgent à 20 km à vol d'oiseau, est de 12,6 °C et le cumul annuel moyen de précipitations est de 815,9 mm,. Pour l'avenir, les paramètres climatiques de la commune estimés pour 2050 selon différents scénarios d'émission de gaz à effet de serre sont consultables sur un site dédié publié par Météo-France en novembre 2022.

## Urbanisme

### Typologie
Au 1er janvier 2024, Saint-Prouant est catégorisée bourg rural, selon la nouvelle grille communale de densité à sept niveaux définie par l'Insee en 2022.
Elle est située hors unité urbaine. Par ailleurs la commune fait partie de l'aire d'attraction de Chantonnay, dont elle est une commune du pôle principal,. Cette aire, qui regroupe 10 communes, est catégorisée dans les aires de moins de 50 000 habitants,.

### Occupation des sols
L'occupation des sols de la commune, telle qu'elle ressort de la base de données européenne d’occupation biophysique des sols Corine Land Cover (CLC), est marquée par l'importance des territoires agricoles (81,2 % en 2018), en diminution par rapport à 1990 (83,8 %). La répartition détaillée en 2018 est la suivante : 
zones agricoles hétérogènes (41,2 %), terres arables (39,2 %), forêts (10,7 %), zones urbanisées (8 %), prairies (0,9 %). L'évolution de l’occupation des sols de la commune et de ses infrastructures peut être observée sur les différentes représentations cartographiques du territoire : la carte de Cassini (XVIIIe siècle), la carte d'état-major (1820-1866) et les cartes ou photos aériennes de l'IGN pour la période actuelle (1950 à aujourd'hui).

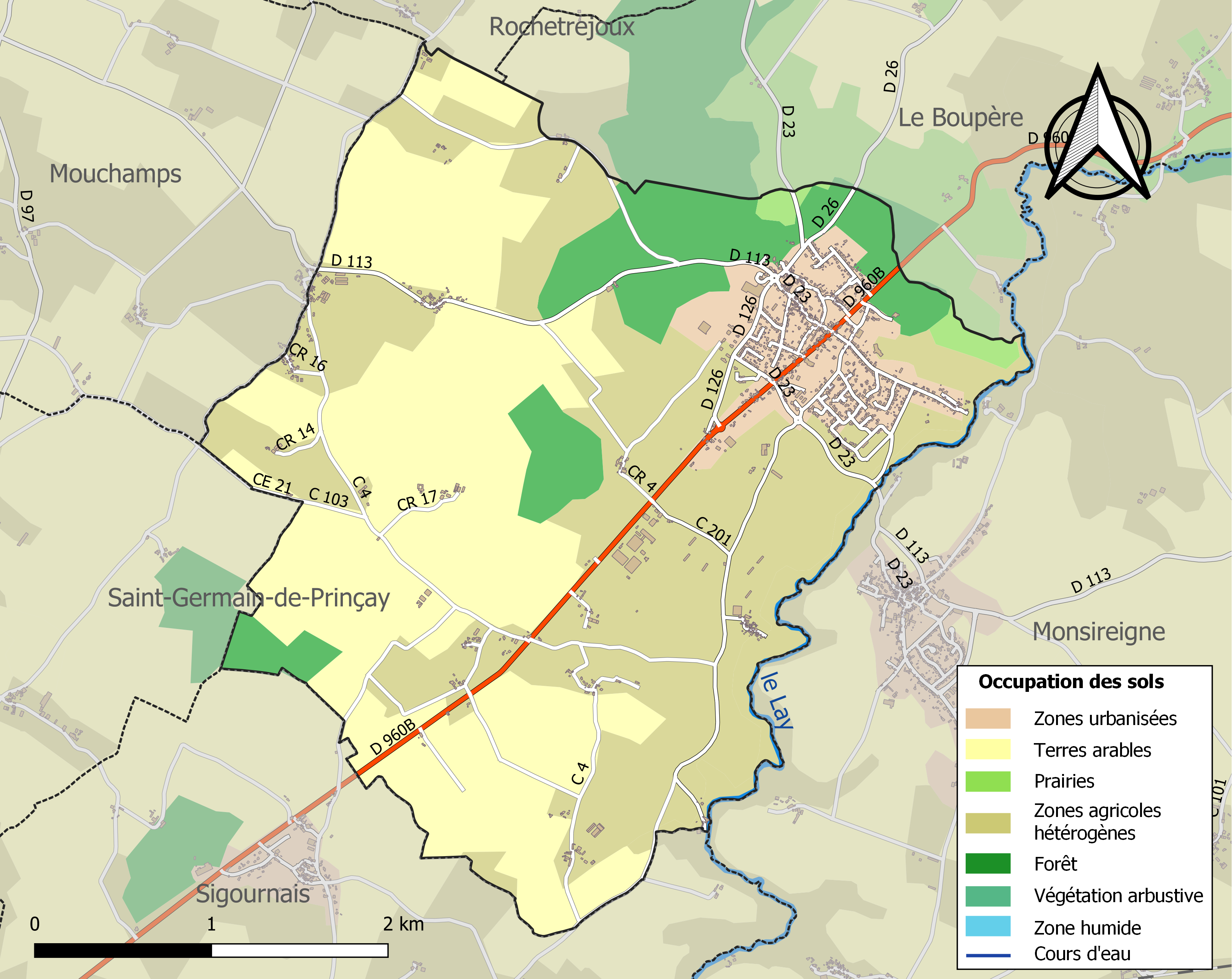
Carte des infrastructures et de l'occupation des sols de la commune en 2018 (CLC).

## Toponymie
Durant la Révolution, la commune porte le nom de La Draperie.

## Histoire
Saint Prudent, un martyr narbonnais mort en 613, a donné son nom à la commune. Des reliques de ce saint ont été distribuées en 883 et l'une d'entre elles est parvenue au prieuré de Saint-Mathurin en Poitou, qui prit le nom de Saint-Prudent (Saint-Prouant par déformation).
À l'origine une immense forêt de chênes et quelques clairières, la plus haute culminant à 117 m du côté du Chêne Besson. Il y eut là, probablement, un lieu de culte païen près d'une fontaine où fut érigée une petite chapelle, puis un prieuré-paroisse occupé par un ou deux moines. Le village comportait une cinquantaine d'âmes. On y parle le roman (mélange de gaulois et de latin) et la vie s'enracine autour de ce qui est maintenant le Temple. En 1195 est créé par Richard Cœur de Lion le prieuré de Chassay-Grammont qui sera toujours « non paroissial », où vivent quelques moines. Durant cette époque, les villages s'installent, on déboise, on cultive, on trace des chemins.
À partir de 1536, sous la férule d'Antoinette d'Aubeterre, mère de l'humaniste Catherine de Parthenay et femme de Soubise, le protestantisme est prêché dans la région. Saint-Prouant est aux avant-postes. Les guerres de religion endommagent gravement l'église (temple actuel) et la cure (maison Lhommedé, la plus vieille de Saint-Prouant). Grammont a perdu sa voûte. Jusqu'en 1591 le culte catholique n'est plus célébré.
En 1610, Saint-Prouant compte 350 habitants dont 260 réformés (protestants). La révocation de l'édit de Nantes en 1685 exile hors de Saint-Prouant au moins 15 habitants réformés.
Un apaisement pourtant se produit au cours du XVIIIe siècle. Certes, la Révolution française à partir de 1793 va réveiller les animosités ; durant la nuit du 5 septembre 1793 l'armée de Stofflet et d'Elbée traverse le bourg. Les colonnes infernales passent également. Saint-Prouant est épargnée.
Un décret de Napoléon 1er du 25 janvier 1807 lègue l'église aux protestants. Les catholiques vont à Monsireigne. En 1861, une souscription volontaire des habitants et des offrandes de personnes charitables permettent la construction de l'église actuelle.
De 1830 à 1836, on construit la route qui va de Bournezeau à Saint-Mesmin, il y eut plus de 30 expropriations et environ 500 hommes y travaillèrent.
La guerre de 1914-1918 a fait 34 morts dans la commune, celle de 1939-1945, six morts. En l'année 1906 il y avait 855 habitants, 705 en 1936, 1 552 de nos jours.
On peut ajouter qu'en 1944, après une attaque de la résistance à l'entrée du bourg sur une patrouille allemande, la ville est encerclée par une compagnie et menacée d'être incendiée. Des mitrailleuses sont positionnées aux entrées de la ville, les maisons fouillées, celles vides de leurs occupants sont incendiées. Sur l'intervention du préfet, les troupes se retirent.

## Politique et administration

### Liste des maires
| Période                                  | Période   | Identité        | Étiquette | Qualité                            |
| ---------------------------------------- | --------- | --------------- | --------- | ---------------------------------- |
| avant 1981                               | ?         | René Sellier    |           |                                    |
| avant 1995                               | ?         | Michel Ageneau  | DVD       |                                    |
| mars 2001                                | mars 2014 | Paul Rigaudeau, |           |                                    |
| mars 2014                                | En cours  | Yannick Soulard | SE        | conseiller en gestion d'entreprise |
| Les données manquantes sont à compléter. |           |                 |           |                                    |

## Population et société

### Démographie

#### Évolution démographique
L'évolution du nombre d'habitants est connue à travers les recensements de la population effectués dans la commune depuis 1793. Pour les communes de moins de 10 000 habitants, une enquête de recensement portant sur toute la population est réalisée tous les cinq ans, les populations de référence des années intermédiaires étant quant à elles estimées par interpolation ou extrapolation. Pour la commune, le premier recensement exhaustif entrant dans le cadre du nouveau dispositif a été réalisé en 2007.

En 2022, la commune comptait 1 671 habitants, en évolution de +5,43 % par rapport à 2016 (Vendée : +5,33 %, France hors Mayotte : +2,11 %).
| 1793 | 1800 | 1806 | 1821 | 1831 | 1836 | 1841 | 1846 | 1851 |
| ---- | ---- | ---- | ---- | ---- | ---- | ---- | ---- | ---- |
| 400  | 372  | 528  | 639  | 680  | 676  | 716  | 774  | 788  |

| 1856 | 1861 | 1866 | 1872 | 1876 | 1881 | 1886 | 1891 | 1896 |
| ---- | ---- | ---- | ---- | ---- | ---- | ---- | ---- | ---- |
| 778  | 764  | 787  | 791  | 839  | 887  | 931  | 926  | 884  |

| 1901 | 1906 | 1911 | 1921 | 1926 | 1931 | 1936 | 1946 | 1954 |
| ---- | ---- | ---- | ---- | ---- | ---- | ---- | ---- | ---- |
| 824  | 855  | 829  | 762  | 791  | 736  | 705  | 730  | 778  |

| 1962 | 1968 | 1975 | 1982  | 1990  | 1999  | 2006  | 2007  | 2012  |
| ---- | ---- | ---- | ----- | ----- | ----- | ----- | ----- | ----- |
| 767  | 779  | 899  | 1 076 | 1 240 | 1 305 | 1 402 | 1 416 | 1 494 |

| 2017  | 2022  | - | - | - | - | - | - | - |
| ----- | ----- | - | - | - | - | - | - | - |
| 1 618 | 1 671 | - | - | - | - | - | - | - |

#### Pyramide des âges
En 2018, le taux de personnes d'un âge inférieur à 30 ans s'élève à 36,8 %, soit au-dessus de la moyenne départementale (31,6 %). À l'inverse, le taux de personnes d'âge supérieur à 60 ans est de 23,2 % la même année, alors qu'il est de 31,0 % au niveau départemental.
En 2018, la commune comptait 827 hommes pour 820 femmes, soit un taux de 50,21 % d'hommes, légèrement supérieur au taux départemental (48,84 %).
Les pyramides des âges de la commune et du département s'établissent comme suit.
| Hommes | Classe d’âge | Femmes |
| ------ | ------------ | ------ |
| 0,5    | 90 ou +      | 3,7    |
| 5,5    | 75-89 ans    | 7,6    |
| 13,7   | 60-74 ans    | 15,5   |
| 19,2   | 45-59 ans    | 17,3   |
| 22,8   | 30-44 ans    | 20,7   |
| 13,9   | 15-29 ans    | 13,0   |
| 24,4   | 0-14 ans     | 22,2   |

| Hommes | Classe d’âge | Femmes |
| ------ | ------------ | ------ |
| 0,8    | 90 ou +      | 2,2    |
| 8,7    | 75-89 ans    | 11,1   |
| 20,3   | 60-74 ans    | 21,3   |
| 20     | 45-59 ans    | 19,4   |
| 17,5   | 30-44 ans    | 16,8   |
| 15     | 15-29 ans    | 13,2   |
| 17,7   | 0-14 ans     | 16,1   |

### Enseignement
- Il y a une école publique et une école privée (maternelle et primaire) situées dans la commune.

### Manifestations culturelles et festivités
Sur la commune de Saint-Prouant, vous pouvez venir célébrer le temps estival avec le festival « Les Feux de l'Été ». Généralement, le festival a lieu début juillet et fait intervenir de nombreux groupes célèbres comme Mass Hysteria, Debout sur le zinc, le Bal des enragés, etc. À savoir que le festival existe depuis 1989, toujours sur la commune de Saint-Prouant.

### Sports
- Complexe sportif « Stade Jean Rochais ».
- Salle omnisport.
- Dans la ville, les habitants peuvent pratiquer en club ou en association, du basket, du foot, de la pétanque ou du badminton.

### Habiter à Saint Prouant
Aujourd'hui, la ville accueille de nombreuses personnes qui souhaitent construire sur le territoire. Il existe plusieurs lotissements communaux ou privés :
- Lotissement Bellevue[23] ;
- Lotissement du Bouchaud[24] ;
- Lotissement du Bois ;
- Lotissement Le Fief de la Cure.

## Culture locale et patrimoine

### Lieux et monuments
- Prieuré de Grammont[25]  Inscrit MH (1987)[26].
- Temple protestant.
- Église Saint-Mathurin.

### Héraldique
| Blason | Blasonnement : D'argent à la croix gironnée d'or et d'azur de huit pièces, cantonnée au premier et au quatrième d'un double cœur vidé, couronné et croiseté de gueules, au deuxième et au troisième d'une étoile de six rais gironnée d'or et d'azur de douze pièces. |

Réalisée en 1975 il reprend la croix gironnée d'or et d'azur du blason de Grammont. les étoiles a six raies évoquent les six routes départementales qui convergent vers Saint-Prouant. Les deux cœurs entrelacés représentent l'entente entre catholiques et protestants.

### Personnalités liées à la commune
- Achille Daroux (1866-1953), homme politique.
- Auguste Billaud (1903-1970), chanoine et historien des guerres de Vendée français.